# Jean Comnène le Gros
Pour les articles homonymes, voir Jean Comnène.
Jean Comnène, dit le Gros (en grec : Ἰωάννης Κομνηνὸς ὁ παχύς), est un noble byzantin qui tente de s'emparer du trône impérial aux dépens d'Alexis III Ange, lors d'un coup d'État à Constantinople le 30 juillet 1201 (ou 1200). Cette rébellion engendre une opposition à la dynastie régnante des Anges dans les familles aristocratiques rivales autant qu'au sein de la population, déçus de l'incapacité de la dynastie à s'opposer aux adversaires de l'Empire. C'est à ce moment qu'apparaît Jean Comnène, qui devient la figure de proue de la rébellion en raison de ses origines impériales, puisqu'il est un descendant, par sa mère, de l'illustre famille des Comnènes qui a dirigé l'Empire entre 1081 et 1185. Il a, en effet, adopté le patronyme de sa mère, Marie Comnène. Toutefois, le réel chef de la rébellion est probablement l'ambitieux Alexis Doukas. Avec le soutien de la population de la capitale, les rebelles parviennent à s'emparer de la plus grande partie de l'angle sud-est du Grand Palais. La foule se livre alors au pillage et Jean est couronné à Sainte-Sophie. Toutefois, Alexis III parvient à protéger sa résidence du palais des Blachernes et il envoie des forces par mer jusqu'à la partie du Grand-Palais toujours détenue par la garde varangienne, loyale à l'empereur. Alors que la foule se disperse durant la nuit, les Varanges ont peu de difficultés à mater la rébellion. Jean Comnène est alors capturé avec ses partisans et exécuté.

## Origines et contexte

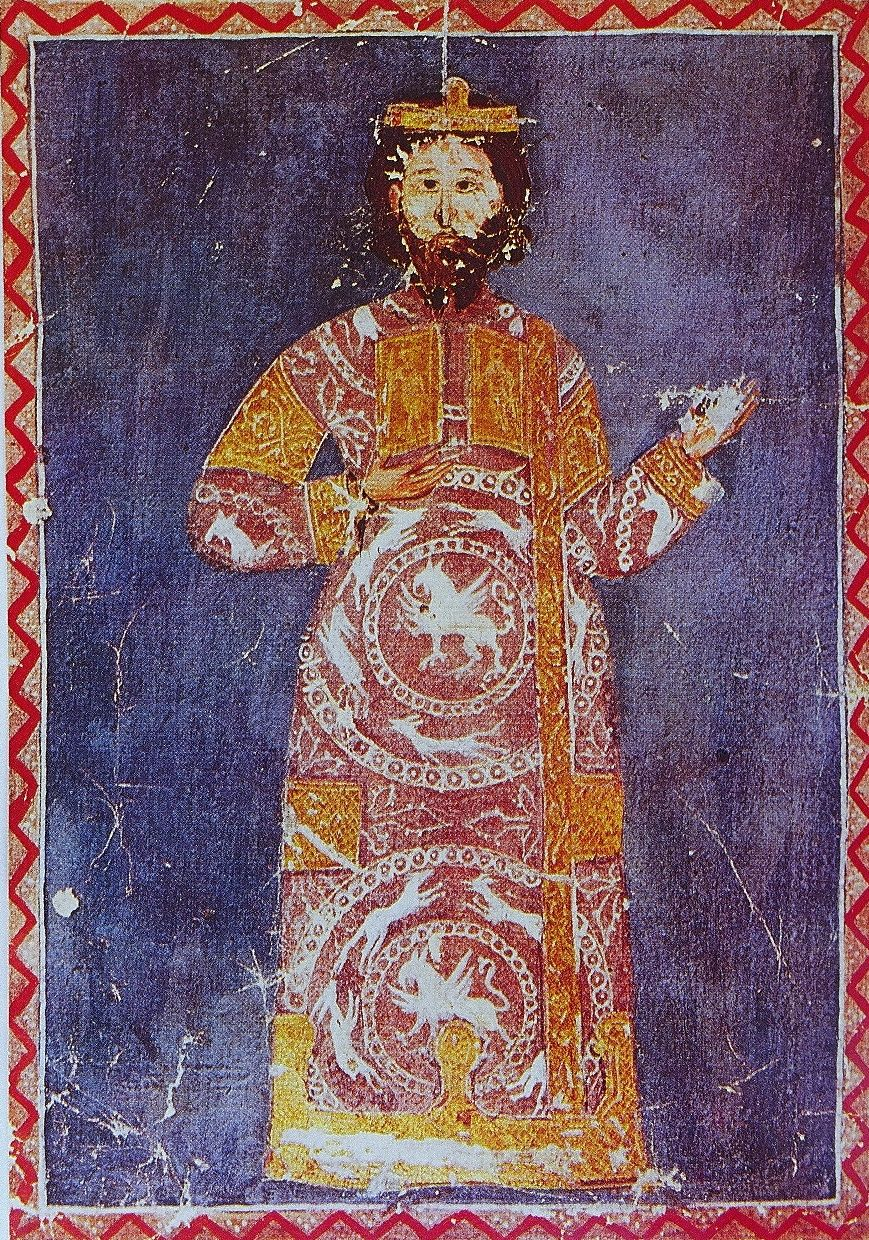
Alexis Doukas Murzuphle serait le véritable instigateur du soulèvement de Jean Comnène le Gros.

Jean est le fils du protostrator Alexis Axouch. La famille des Axouch, d'origine turque, est étroitement associée à la dynastie des Comnènes, fournissant d'importants généraux. Les deux familles finissent par se lier. Marie, la mère de Jean, est la fille d'Alexis Comnène, le fils aîné de Jean II Comnène,. Ainsi, Jean peut se réclamer d'une ascendance impériale, comme la dynastie régnante des Anges.
Le règne d'Alexis III (1195-1203) est troublé dès le début. Ses demandes pressantes d'argent sont bloquées par le Sénat, le clergé et les marchands constantinopolitains. Les classes moyennes et populaires de la capitale manifestent à plusieurs reprises leur mécontentement par des émeutes contre une élite corrompue. L'une d'entre elles est un soulèvement de grande ampleur en février 1200 dirigée contre le gardien du prétoire, Jean Lagos, soulèvement violemment réprimé par les troupes impériales,.
Jean Comnène apparait comme un personnage secondaire de la cour impériale. Dans une note marginale de la fin du XIIIe siècle, Alexis V Doukas Murzuphle, qui devient brièvement empereur lors du siège de Constantinople de 1204 par la quatrième croisade, est considéré comme le véritable instigateur du coup d'État devant porter Jean Comnène au pouvoir. Sûrement soutenu par un large cercle de la noblesse restée fidèle à la dynastie des Comnènes, il pourrait même avoir été soutenu par Alexis Comnène et David Comnène, les premiers empereurs de Trébizonde,. Ainsi, l'historien Michael Angold définit les origines de ce soulèvement en remontant aux événements intervenant au début de 1199 : À cette date, Alexis III marie ses deux filles Irène et Anne respectivement à Alexis Paléologue et Théodore Lascaris. Ce mariage ne symbolise pas uniquement la confiance accrue de l'empereur, il permet aussi la création d'une nouvelle aristocratie différente de celle qui a gouverné l'Empire avec les Comnènes,.
Toutefois, la révolte ne trouve pas sa source dans les seules causes domestiques; en effet, elle est aussi attisée par un sentiment général de mécontentement et d'humiliation du fait des échecs des Anges, notamment en matière de relations internationales. Cette réalité est symbolisée par le récit (romancé) de Nicolas Mésaritès, qui indique que les partisans de Jean Comnène proclament que, dorénavant, tout irait bien pour la Romanie, que ses ennemis seraient vaincus et que tous les rois viendraient rendre hommage à Constantinople.

## Rébellion

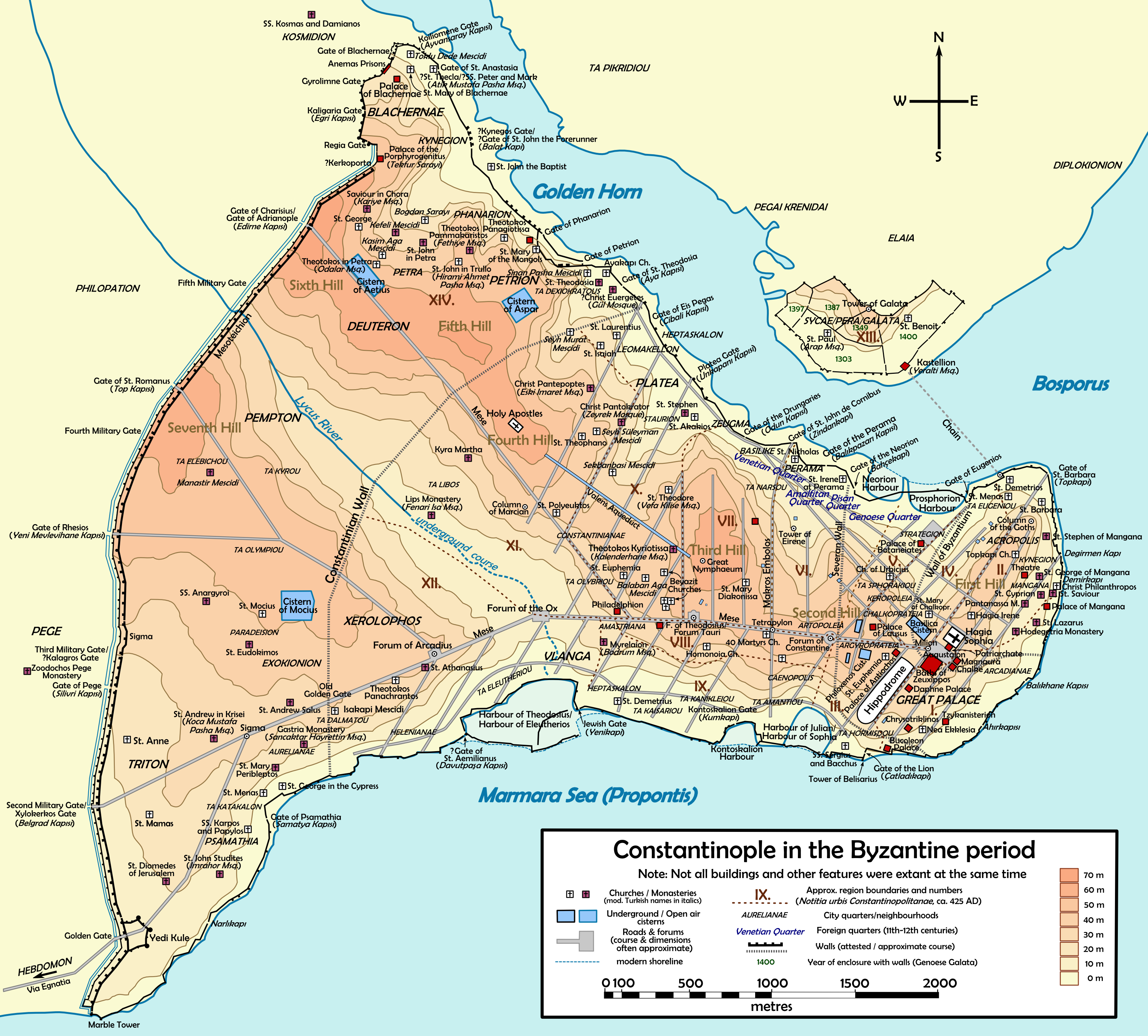
Plan de Constantinople.

C'est le 31 juillet 1201 que le coup d'État de Jean Comnène est déclenché. Les conspirateurs pénètrent alors dans Sainte-Sophie où ils jurent de restaurer l'Empire dans ses anciennes frontières, contre l'Empire bulgare, les Seldjoukides et les Croisés. Tandis que Jean est proclamé empereur et couronné par un moine (le patriarche de Constantinople Jean X Kamateros se cache alors dans une armoire), la population de Constantinople est en pleine émeute et incendie plusieurs églises,. Par la suite, les rebelles marchent sur le Grand Palais. Ils évitent la porte de Chalkè, protégée par l'unité d'élite de la garde varangienne et ils pénètrent dans la loge impériale de l'hippodrome, la kathisma, reliée à l'enceinte du palais. En effet, les partisans de Jean parviennent à repousser la garde macédonienne positionnée à cet endroit et rentrent dans le palais par la porte de Karéia,.
Après avoir pris le contrôle de la partie occidentale du palais, Jean s'installe sur le trône. Toutefois, il ne prend aucun décision pour affermir sa position, à l'exception de la nomination de ses partisans aux plus hauts postes de l'Empire. Au même moment, ses soutiens, qui comprennent aux côtés de la foule un nombre sensible de mercenaires géorgiens et italiens, commencent à piller les bâtiments. Ils parviennent même à atteindre la Nea Ekklesia et l'Église Notre-Dame du Phare, qui abrite les principales reliques sacrées de l'Empire. L'église est défendue par skeuophylax Nicolas Mésaritès, accompagné d'une petite garde fournie par Jean Comnène. Mésaritès et ses hommes parviennent à repousser les pillards mais, blessé, il doit se retirer dans l'église du Phare,.
Avec l'arrivée de la nuit, la plupart de la foule qui avait accompagné la prise du palais plus tôt dans la journée se retire, avec l'intention de poursuivre le pillage le lendemain. Dans le même temps, Alexis III, qui réside au palais des Blachernes, au nord-ouest de la ville, se prépare pour une contre-attaque. Une petite force est envoyée par la mer, pour contourner la péninsule de la ville, jusqu'au monastère Hodégétria, au nord du Grand Palais. Elle est commandée par le beau-fils de l'empereur, Alexis Paléologue, qui est aussi l'héritier présomptif. Rapidement, elle rejoint la garde varangienne qui continue à tenir, retranchée dans les parties nord du palais,.
Les forces loyalistes marchent vers l'Hippodrome et repoussent les partisans de Jean. De là, ils entrent dans la palais où ils ne rencontrent qu'une faible opposition. Jean Comnène, capturé après une poursuite dans le palais, est immédiatement décapité, de manière que sa tête soit exposée le lendemain matin au forum de Constantin, tandis que son corps est exposé aux Blachernes. Un destin similaire frappe la plupart de ses partisans durant la nuit car plusieurs d'entre eux sont capturés et torturés pour leur extorquer les noms des autres conspirateurs. Alexis Murzuphle est probablement envoyé en prison (les sources mentionnent sa présence en prison en 1203) et les deux frères Comnènes, Alexis et David, semblent avoir fui la capitale immédiatement après l'échec de la rébellion,.

## Sources
Le coup d'État de Jean a été décrit de manière précise par ses contemporains. L'historien Nicétas Choniatès en parle brièvement et de manière plutôt négative. Toutefois, Nicolas Mésaritès a laissé un long témoignage des événements qu'il a directement connus et il donne une grande importance à son rôle. Les érudits Nicéphore Chrysoberge et Euthymios Tornikès écrivent des textes célébrant l'échec de la révolte.